# Samuel Watson (wspinacz)
Samuel Watson, Sam Watson (ur. 27 lutego 2006 w Southlake) – amerykański wspinacz sportowy specjalizujący się we wspinaczce na czas, brązowy medalista olimpijski z Paryża 2024, wicemistrz świata juniorów.
Kilkukrotnie ustanawiał rekordy świata:
- 12 kwietnia 2024 na Pucharze Świata w Wujiangu:[1][2]
  - I bieg – 4.85 s (jako drugi człowiek w historii złamał barierę 5 sekund)
  - II bieg – 4.798 s
- 6 i 8 sierpnia 2024 podczas Letnich Igrzysk Olimpijskich 2024:[2]
  - eliminacje – 4.75 s
  - bieg o III miejsce – 4.74 s

## Wyniki
| Impreza                     | Rok  | Gospodarz | Wynik              | Wynik |
| Impreza                     | Rok  | Gospodarz | wspinaczka na czas |       |
| --------------------------- | ---- | --------- | ------------------ | ----- |
| Igrzyska olimpijskie        | 2024 | Paryż     | brąz · WR          |       |
| Mistrzostwa świata          | 2023 | Berno     | 71                 |       |
| Mistrzostwa świata juniorów | 2021 | Woroneż   | srebro             |       |
| Mistrzostwa świata juniorów | 2022 | Dallas    | brąz               |       |